# Kruipende moerasweegbree
Kruipende moerasweegbree (Baldellia ranunculoides subsp. repens) is een plant uit de waterweegbreefamilie.
De soort werd beschreven door Lamarck in 1788. De laatste wijziging in de nomenclatuur is beschreven door Á.Löve & D.Löve in 1961.

## Herkenning
Kruipende moerasweegbree is te herkennen aan de dunne stengels. De tot ongeveer 1 mm brede stengels zweven in het water of kruipen over de grond. Ze vormen uitlopers en wortelen op de knopen en zo ontstaan er weer nieuwe rozetten. De bladeren van de plant zijn smal spatelvormig en naar de voet geleidelijk in de steel versmald. De bladschijf is vaak langer dan de steel. De bloemen zijn tweeslachtig en vormen (vrijwel) zittende schermen. Elk scherm zit te midden van een bladrozet en bevat een klein aantal bloemen (kransen van twee tot zes). De bloemen zijn lila en 1½-2,2 cm. De top van de bloemsteel kromt zich na de bloei omlaag. De plant draagt een eenzadige dopvrucht of nootje. De vruchthoofdjes zijn ongeveer 5 mm breed en bevatten gemiddeld ongeveer vijftien vruchtjes. De vruchtjes zijn 2 mm lang, met zeer kleine haartjes. De plant is eenzaadlobbig.

## Ecologie
Kruipende moerasweegbree groeit in het water of op waterkanten van plassen, sloten, heidevennen, wielen en zand- en leemputten. De plant is ook te vinden in ondiep water met een bodem van zand of leem. Ze staat op open, zonnige, grond die periodiek overstroomt. Ook is de grond meso-oligotroof tot mesotroof, zwak zuur tot neutraal en humus- en carbonaatarm.

## Verspreiding
De plant heeft een beperkt areaal dat zich uitstrekt van Noordwest-Afrika noordwaarts tot Nederland en het Verenigde Koninkrijk. Verder zijn er nog vindplaatsen in Noord-Italië en Sardinië. In Nederland is ze beperkt tot Noord-Brabant en aangrenzend Limburg. Ze gaat achteruit door grondwateronttrekking en toegenomen eutrofiëring. Binnen het areaal zijn intermediaire vormen gevonden op plaatsen waar de ecologische condities nagenoeg gelijk zijn. De bij de andere ondersoort (stijve moerasweegbree) genoemde kenmerken gelden eveneens voor haar, alleen vindt bij haar uitsluitend kruisbestuiving plaats.